# Cachaça de jambu
A cachaça de jambu é uma bebida alcoólica brasileira, típica da região amazônica, preparada com cachaça de cana-de-açúcar com infusão de jambu. A bebida é associada principalmente ao estado brasileiro do Pará, onde o uso culinário do jambu é tradicional.
A bebida pode ser consumida diretamente, assim como em drinks e em ingredientes culinários.
A cachaça de jambu se tornou presente no carnaval de rua brasileiro devido ao efeito de "tremor" proporcionado pelo jambu, sendo vendida com slogans como "bebeu, beijou".

## História
A primeira versão da bebida com maior sucesso comercial foi produzida pelo piauiense Leodoro Porto, que criou uma receita no bar "Meu Garoto", em Belém do Pará, na década de 90. Posteriormente,a Meu Garoto se tornou uma marca de cachaça de jambu, abrindo uma fábrica em Ananindeua em 2014.
Com o sucesso da bebida, surgiram outras marcas no mercado nacional, assim como ampliou-se a comercialização de versões artesanais.

## Jambu
O jambu (Acmella oleracea) ou jambú-açú, jamburana, mastruço do Pará, nhambú, pimenteira do Pará ou agrião-do-Pará, é uma erva típica da região norte do Brasil e originária da América do Sul. É uma erva rica em fibras, vitamina C, ferro e potássio, nutrientes que ajudam a prevenir a anemia e a pressão alta, além de combater a prisão de ventre.
De sabor levemente picante, a hortaliça é utiizada em pratos culinários salgados, como tacacá e pato no tucupi, e no preparo de saladas, mas também é misturada com bebidas, como cervejas e cachaças.

## Características
Um dos efeitos mais interessantes da erva é a capacidade de anestesiar os lábios e a língua, graças ao espilantol, substância presente derivada do jambu que torna a experiência gastronômica única. A medida que mastiga as próprias folhas, antes mesmo de virar uma bebida, dependendo do grau de cozimento da mesma (quanto mais crua, mais intenso o efeito), começa a sentir o efeito de dormência e formigamento da boca.
Normalmente além do jambu e da cachaça de cana, esta bebida é composta por: melado, canela (ou cravo ou gengibre) e, ácido cítrico.